# Relict

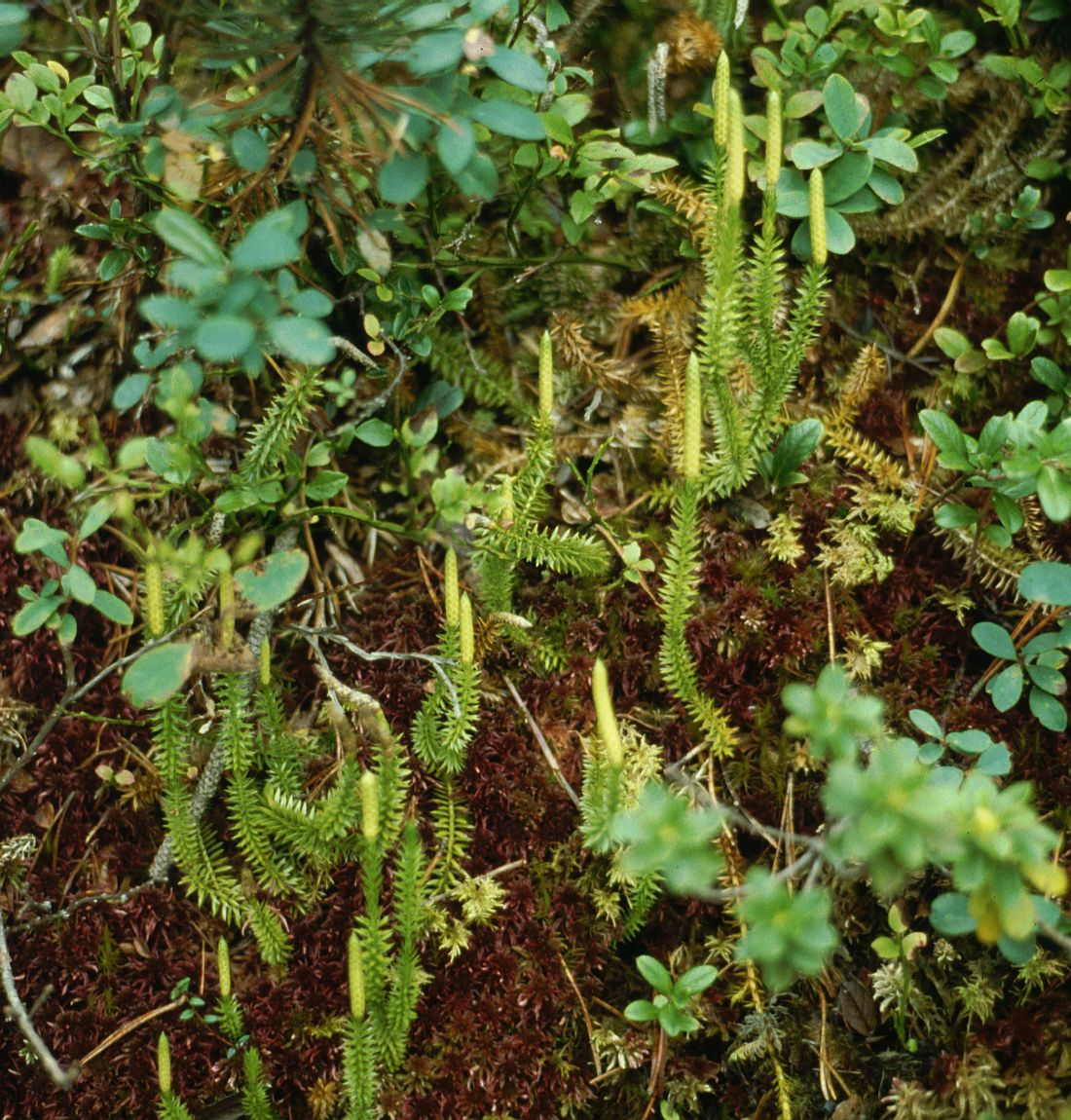
Stekende wolfsklauw

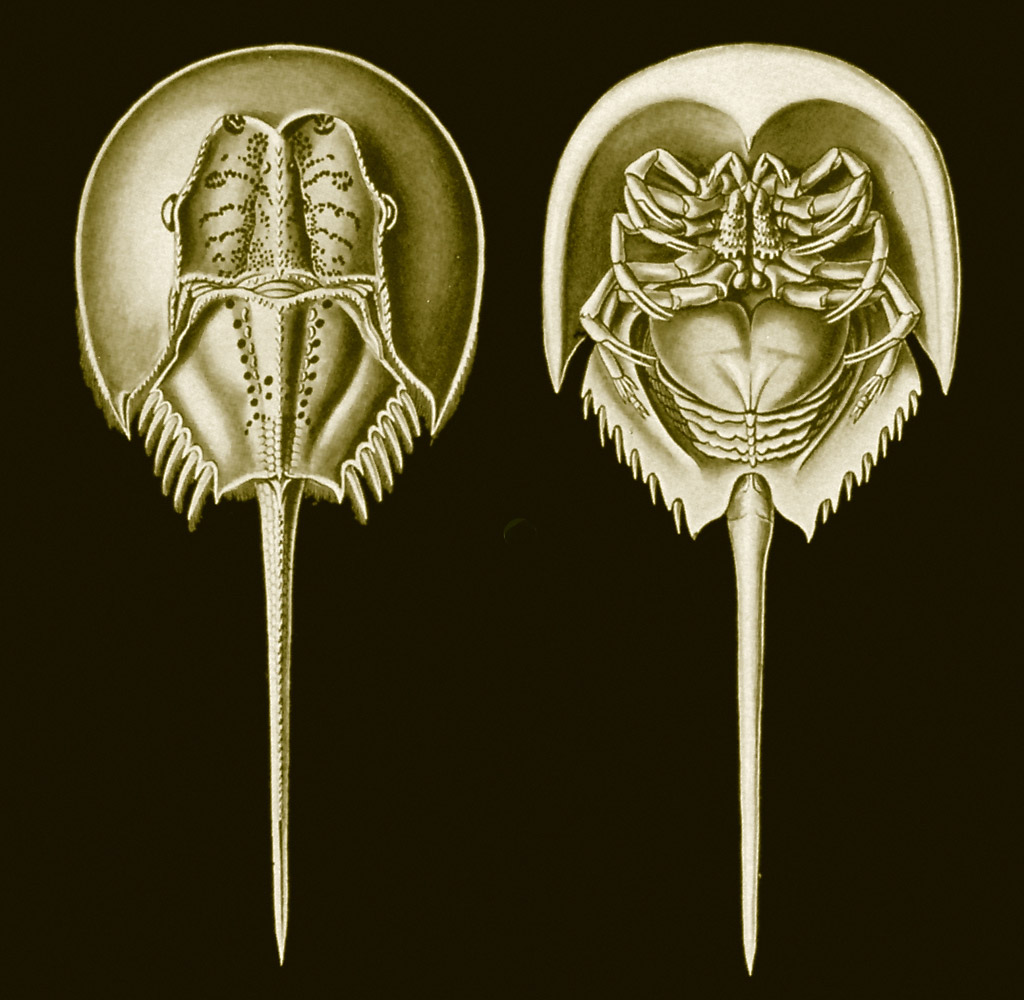
Degenkrab

Een relict is in de biogeografie een soort die ooit talrijk in een groot areaal voorkwam, maar later gekenmerkt wordt door een klein, vaak versnipperd verspreidingsgebied. Relicten hebben grote veranderingen in het milieu overleefd, terwijl verwante soorten zijn uitgestorven dan wel verdwenen. Dit is bijvoorbeeld opgetreden bij levende fossielen.
Ook bij verschijnselen uit vroegere tijden, geologische structuren, mineralen of ecosystemen kan men van relicten spreken.

## Voorbeelden van relictsoorten
De degenkrab (Limulus polyphemus) is een voorbeeld van zo'n soort. Deze dieren zijn nauw verwant aan de zeeschorpioenen die als gevolg van een meteorietinslag aan het eind van het Trias verdwenen. De wolfsklauwen zijn ook een voorbeeld van een relict.
IJstijdrelicten of glaciaalrelicten zijn een plant- of diersoort die geïsoleerd op een bepaalde plaats wordt gevonden als restant van het verspreidingsgebied tijdens of na de laatste ijstijd. Dit fenomeen verschilt van endemisme bij nieuw geëvolueerde soorten.

## Andere betekenissen
Bij een geologische structuur of mineraal gaat het of om gesteente uit een moedergesteente dat geen metamorfose heeft ondergaan terwijl dat bij het omringende gesteente wel het geval was of een gesteente dat een verwoestend geologisch proces overleefde.
Gerelateerd met oorlog spreekt men over oorlogsrelicten. Zo is bijvoorbeeld de geschutsbedding van Batterij Pommern een oorlogsrelict.